# Bracara Augusta
Bracara Augusta (o Augusta Bracara), actual Braga, va ser una ciutat del nord-oest d'Hispània, a la província Tarraconense, capital dels Bràcars, que vivien entre els rius Duirus (Duero) i Minus. Era la capital d'un convent jurídic. Estava situada en una cruïlla de quatre camins, a riba del Nebis (avui Cavado). Més tard va ser la capital de Gal·lècia, la regió que comprenia l'actual Galícia i el nord de Portugal. Queden restes del seu amfiteatre i d'un aqüeducte, dels que parla Plini el Vell.